# Leichtathletik-Weltmeisterschaften 1991/Teilnehmer (Nauru)
| Gelbes Symbol für Goldmedaillen mit stilisierten Olympischen Ringen | Graues Symbol für Silbermedaillen mit stilisierten Olympischen Ringen | Braundes Symbol für Bronzemedaillen mit stilisierten Olympischen Ringen |
| ------------------------------------------------------------------- | --------------------------------------------------------------------- | ----------------------------------------------------------------------- |
| —                                                                   | —                                                                     | —                                                                       |

Zu den dritten Leichtathletik-Weltmeisterschaften 1991 im japanischen Tokio entsandte die Republik Nauru zwei Athletinnen und Athleten.

## Ergebnisse
Tryson Duburiya belegte am 24. August 1991 im siebten Vorlauf über 100 Meter der Männer in einer Zeit von 12,04 Sekunden den siebten und letzten Platz. Unter den 72 Teilnehmern der Vorläufe war lediglich der Guamer Fred Rocio langsamer. Trysons Zwillingsschwester Trudy Duburiya belegte am 26. August 1991 im sechsten Vorlauf über 100 Meter der Frauen in einer Zeit von 14,34 Sekunden den achten und letzten Platz. Unter den 58 Teilnehmerinnen der Vorläufe waren lediglich die Komorerin Faouzia Djaffar und die Marianerin Terhani Kirby langsamer.
| Athlet          | Disziplin      | Vorlauf | Vorlauf | Viertelfinale | Viertelfinale | Halbfinale    | Halbfinale    | Finale        | Finale        |
| Athlet          | Disziplin      | Zeit    | Platz   | Zeit          | Platz         | Zeit          | Platz         | Zeit          | Platz         |
| --------------- | -------------- | ------- | ------- | ------------- | ------------- | ------------- | ------------- | ------------- | ------------- |
| Tryson Duburiya | 100 m (Männer) | 12,04 s | 71.     | ausgeschieden | ausgeschieden | ausgeschieden | ausgeschieden | ausgeschieden | ausgeschieden |
| Trudy Duburiya  | 100 m (Frauen) | 14,34 s | 56.     | ausgeschieden | ausgeschieden | ausgeschieden | ausgeschieden | ausgeschieden | ausgeschieden |